# 大椴站

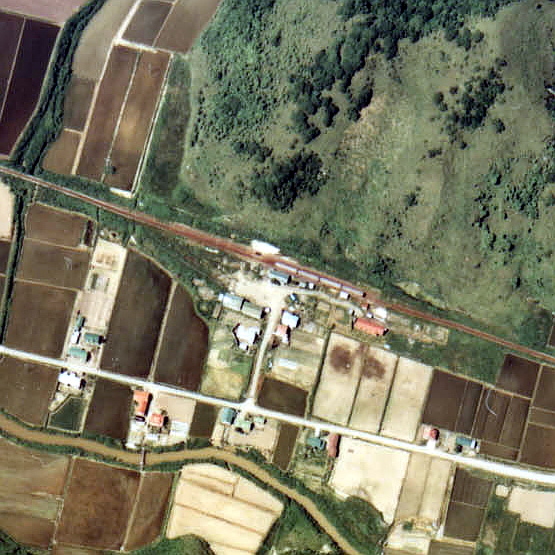
1977年的大椴站與方圓約500米範圍。左邊是羽幌方向。當時為無人車站，只有1面1線的月台。曾經站內設有2座職員官舍，現時只留下1座。曾經車站內設有2面2線的相對式月台，車站大樓旁邊設有貨物月台和引込線。

大椴站（日语：／ Ōtodo eki */?）是位於北海道留萌郡小平町字大椴，日本國有鐵道（國鐵）的羽幌線車站（廢站）。隨著羽幌線廢線，車站在1987年（昭和62年）3月30日廢除。
部分普通列車通過此站，在1986年（昭和61年）11月1日修定的時間表中（廢除前的時間表），上下各1班列車通過此站（為急行「羽幌」後續，停靠主要站的列車））。

## 歷史
- 1927年（昭和2年）10月25日 - 鐵道省留萠線留萠站至此站之間開通，此站啟用[1]。當時為一般車站[1]。
- 1928年（昭和3年）10月1日 - 留萠線此站至鬼鹿站之間開通，成為中途站。
- 1931年（昭和6年）10月10日 - 留萠站至古丹別站之間的區間從留萠線分離，路線名改為羽幌線，成為羽幌線車站。
- 1949年（昭和24年）6月1日 - 日本國有鐵道成立，成為日本國有鐵道車站。
- 1960年（昭和35年）9月15日 - 結束處理貨物[1]。
- 1972年（昭和47年）2月8日 - 結束處理行李[3]，同時成為無人車站[4]。
- 1987年（昭和62年）3月30日 - 羽幌線全線廢除，此站也廢除[1]。

## 車站構造
截至車站廢除前，車站是一座地面車站，設有1面1線的單式月台。月台位於路軌南邊（幌延方向的列車會開啟左邊車門）。
此站是無人車站。在有人車站的時代還有車站大樓。車站大樓位於站內西邊，鄰接月台。

## 站名的由來
車站名稱取自地名。地名原本名為「大椴子（おおとどこ）」，後來改為上述的站名。
「大椴子」源自阿伊努語的「ポロトトコ」半翻譯而成。當中「ポロ（poro）」指「大」，至於「トトコ」，在上原熊次郎與《站名之起源（1939年版）》中，指出源自「トゥトゥㇰ（tu-tuk）」（岬・突出），也有源自「トゥエトコ（tu-etoko）」（山、端）和「トトコ」（上面有一片沼澤）的說法。

## 車站周邊
- 北海道道958號大椴線（日语：北海道道958号大椴線）
- 國道232號（日语：国道232号）
- 大椴子川

## 現況

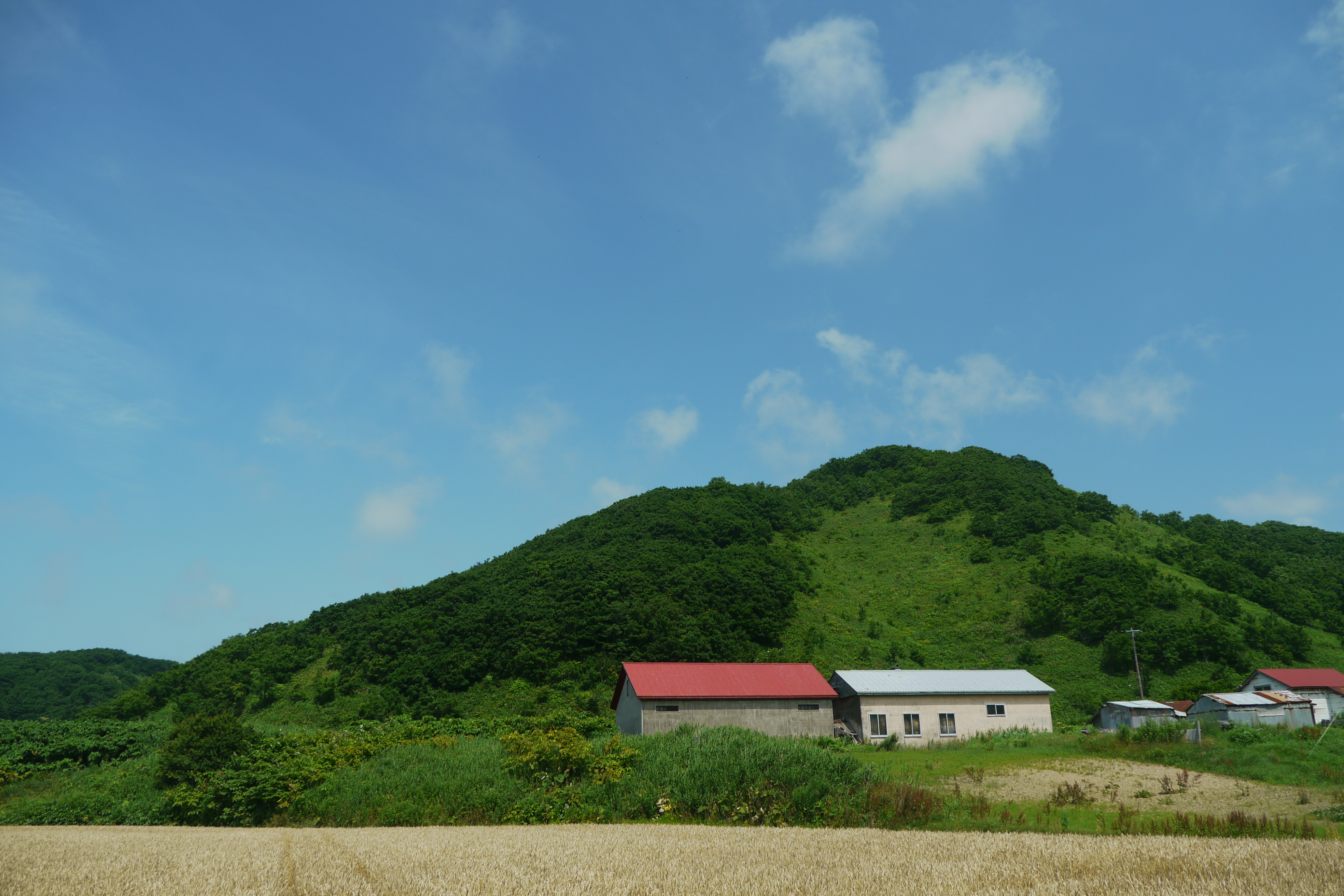
大椴站蹟（2011年7月26日）

車站大樓與站內設施已經撤走。截至1999年（平成11年），車站遺址建設了水壩建設事務所。月台處設置了農協的古老倉庫。站前廣場的樹木仍然存在，其餘都是草堆。
另外，截至2011年（平成23年），車站遺址附近保留了築堤，混凝土造的涵洞還存在。

## 相鄰車站
日本國有鐵道
羽幌線
小平－（花岡臨時乘降場）－大椴－（富岡臨時乘降場）－鬼鹿

## 注腳
1. 1 2 3 4 5 6  石野哲（編）. . JTB. 1998: 871. ISBN 978-4-533-02980-6 （日语）.
2. ↑  時間表《JNR編集 時刻表 1987年4月号》（弘濟出版社，1987年4月發行）JR新聞13頁。
3. ↑  . 官報. 1972-02-08 （日语）.
4. ↑  . 鐵道公報 (日本國有鐵道總裁室文書課). 1972-02-08: 2 （日语）.
5. ↑  書籍《国鉄全線各駅停車1 北海道690駅》（小學館，1983年7月發行）199頁。
6. 1 2 3   (PDF). アイヌ語地名リスト. 北海道 環境生活部 アイヌ政策推進室. 2007  [2018-12-24]. （原始内容存档 (PDF)于2018-04-17） （日语）.
7. 1 2  札幌鉄道局編 (编). . 北彊民族研究会. 1939: 55. NDLJP: 1029473 （日语）.
8. ↑  書籍《鉄道廃線跡を歩くVI》（JTB出版，1999年3月發行）25頁。
9. ↑  書籍《北海道の鉄道廃線跡》（著：本久公洋，北海道新聞社，2011年9月發行）211頁。

## 外部連結
- 羽幌線廢線跡調査 （页面存档备份，存于）（日語）